# Копели, Кэтрин
Кэтрин Ли Копели (англ. Katherine Leigh Copely; род.9 января 1988 года в Цинциннати, штат Огайо, США) — американская фигуристка, выступавшая с партнёром Дейвидасом Стагнюнасом в танцах на льду за Литву. Они — трёхкратные чемпионы Литвы. Завершила любительскую спортивную карьеру в 2010 году.
Младший брат Кэтрин — Дин Копели, выступает тоже в танцах на льду, на юниорском уровне представляет США.

## Карьера

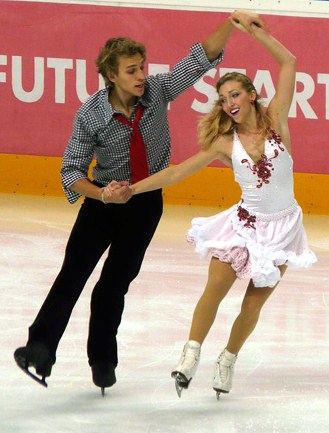
Кэтрин Копели и Дейвидас Стагнюнас на турнире «Cup of Russia» в 2007 году.

Первым партёром Кэтрин Копели был Дюк Уэнзел, с которым она с 2002 по 2004 год выступала на внутренних соревнованиях США в категориях «новички» (англ. novice) и юниоры. Следующим партнёром стал Патрик Коннелли, с которым на чемпионате США среди юниоров 2005 года они стали 8-ми.
В 2006 году Кэтрин встала в пару с литовским фигуристом Дейвидасом Стагнюнасом и на международной арене стала представлять Литву. Тренировалась пара у Елены Гараниной и Валерия Спиридонова. В 2008 году они сменили наставников и перешли под руководство Игоря Шпильбанда и Марины Зуевой.
Наивысшими результатами дуэта являются 10-е место на чемпионате Европы 2009 года, а также 14-е места на чемпионатах мира 2008 и 2009 годов.
Результат, показанный парой на чемпионате мира 2009, позволил им получить для Литвы одну лицензию в танцах на льду на Олимпийские игры в Ванкувере.
Однако возникли сложности с предоставлением Кэтрин Копели литовского гражданства, без чего она не могла представлять страну на Играх. Сначала комиссия по вопросам гражданства приняла решение не рекомендовать президенту Литвы предоставлять Кэтрин в порядке исключения гражданство, так как она недостаточно интегрирована в литовское общество, а затем президент Даля Грибаускайте приняла решение поддержать в этом вопросе комиссию. Таким образом пара Копели—Стагнюнас не смогла участвовать в Олимпийских играх 2010 (так как в Литве не нашлось другого танцевального дуэта высокого уровня, завоеванная лицензия не была использована). Сразу после отказа в гражданстве пара снялась со своего второго этапа Гран-при (на этапе в Москве они были 8-ми), а президент литовской федерации фигурного катания Лилия Ванагене в январе 2010 года сообщила о серьёзной травме у Кэтрин. В чемпионатах Европы и мира 2010 года спортсмены не участвовали. Позже Кэтрин приняла решение закончить любительскую карьеру.

## Спортивные достижения

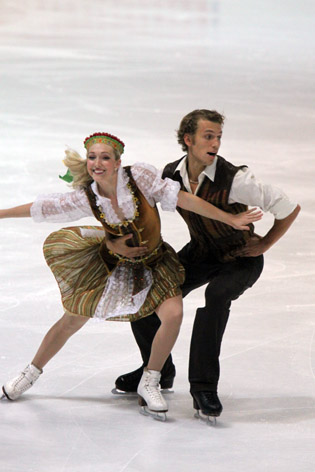
Копели и Стагнюнас в 2009 году

(с Д. Стагнюнасом)
| Соревнования                 | 2006—2007 | 2007—2008 | 2008—2009 | 2009—2010 |
| ---------------------------- | --------- | --------- | --------- | --------- |
| Чемпионаты мира              | 23        | 14        | 14        |           |
| Чемпионаты Европы            | 18        | 12        | 10        |           |
| Чемпионаты Литвы             | 1         | 1         | 1         | 1         |
| Этапы Гран-при:Cup of Russia |           | 5         | 6         | 8         |
| Этапы Гран-при:Skate America |           |           | 8         |           |
| Nebelhorn Trophy             | 6         |           |           | 3         |
| Золотой конёк Загреба        | 3         | 3         |           |           |